# 3,5,5-Trimethyl-1-hexanol
3,5,5-Trimethyl-1-hexanol ist eine chemische Verbindung aus der Gruppe der Alkohole.

## Vorkommen

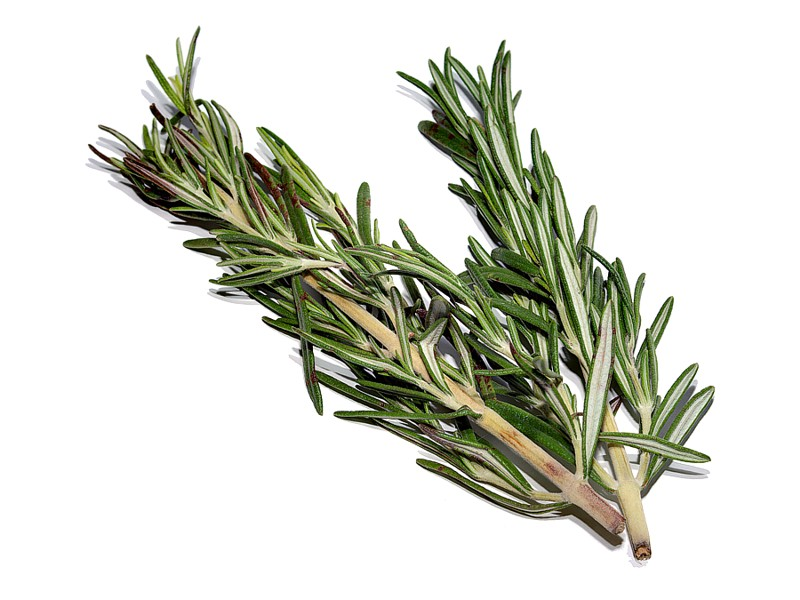
Rosmarinzweige

Natürlich kommt 3,5,5-Trimethyl-1-hexanol unter anderem in Rosmarin (Rosmarinus officinalis) vor.

## Gewinnung und Darstellung
3,5,5-Trimethyl-1-hexanol kann durch Oxo-Reaktion von Isoocten mit dem zugehörigen Aldehyd und anschließende Hydrierung gewonnen werden. Die Produktionsmenge betrug im Jahr 2000 etwa 1300 t pro Jahr in Japan und 5000 t pro Jahr in der EU.

## Stereoisomerie
Da 3,5,5-Trimethyl-1-hexanol ein Stereozentrum in der 3-Position enthält, gibt es zwei Enantiomere:
- (R)-3,5,5-Trimethyl-1-hexanol und
- (S)-3,5,5-Trimethyl-1-hexanol,

die als Reinsubstanzen jedoch nur untergeordnete Bedeutung besitzen. Wenn in diesem Artikel oder in der Fachliteratur 3,5,5-Trimethyl-1-hexanol (Isononylalkohol) ohne Präfix erwähnt wird, ist (RS)-3,5,5-Trimethyl-1-hexanol – ein 1:1-Gemisch von (R)-3,5,5-Trimethyl-1-hexanol und (S)-3,5,5-Trimethyl-1-hexanol – gemeint. 

## Eigenschaften
3,5,5-Trimethyl-1-hexanol ist eine brennbare, schwer entzündbare, farblose Flüssigkeit mit charakteristischem herbem (verdünnt süßlichem) Geruch, die praktisch unlöslich in Wasser ist. In Wasser ist sie stabil bei pH-Werten zwischen 4 und 9 bei einer Temperatur von 50 °C.

## Verwendung
3,5,5-Trimethyl-1-hexanol wird hauptsächlich als Ausgangsstoff zur Herstellung von Weichmachern (Phthalate) und Estern verwendet. In Lebensmitteln wird es als Aromastoff eingesetzt.

## Sicherheitshinweise
Die Dämpfe von 3,5,5-Trimethyl-1-hexanol können mit Luft ein explosionsfähiges Gemisch (Flammpunkt ca. 75–85 °C) bilden.